# Small Soldiers
Pour plus de détails, voir Fiche technique et Distribution.
Small Soldiers ou Petits Soldats au Québec est un film américain réalisé par Joe Dante, sorti en 1998.
Malgré des critiques presse mitigées, le film rencontre un bon succès en salles.

## Synopsis
Alan Abernathy est un jeune garçon solitaire de quinze ans, fils d'un marchand de jouets plutôt désuets, habitant une petite ville de l'Ohio. Expulsé du lycée pour une mauvaise plaisanterie, il décide de se racheter aux yeux de son père en vendant de toutes nouvelles figurines d'action divisées en 2 groupes antagonistes : le Commando d'Élite, ayant pour chef le très martial Chip Hazard, et les Gorgonites, créatures pacifiques victimes de leur faciès monstrueux ayant pour chef Archer.
Ce qu'ignore le jeune homme, et ce qu'ignore aussi la firme conceptrice des jouets, c'est que ces figurines sont munies d'une puce d'intelligence artificielle particulièrement performante (conçue à l'origine avec un but militaire) qui leur donne vie et une capacité à entreprendre et apprendre.
Le conflit entre les deux groupes entraînera Alan Abernathy, sa famille et leurs amis dans une véritable guerre de jouets.

## Fiche technique
Sauf indication contraire, les informations mentionnées dans cette section peuvent être confirmées par les bases de données cinématographiques IMDb et Allociné,  présentes dans la section « Liens externes ».
- Titre original et français : Small Soldiers
- Titre québécois : Petits Soldats[1]
- Réalisation : Joe Dante
- Scénario : Gavin Scott, Adam Rifkin, Ted Elliott et Terry Rossio
- Musique : Jerry Goldsmith
- Direction artistique : Mark W. Mansbridge et Brad Ricker
- Décors : William Sandell
- Costumes : Carole Brown-James
- Photographie : Jamie Anderson
- Son : Michael Herbick, Ken King, Eric Lindemann, Robert J. Litt, Elliot Tyson
- Montage : Marshall Harvey et Michael Thau
- Production : Michael Finnell et Colin Wilson (en)
  - Production déléguée : Walter F. Parkes
  - Coproduction : Paul Deason
- Sociétés de production : Amblin Entertainment, présenté par DreamWorks Pictures et Universal Pictures
- Sociétés de distribution : DreamWorks Distribution (États-Unis) ; United International Pictures (France)
- Budget : 40 millions de $[2]
- Pays de production :  États-Unis
- Langue originale : anglais
- Format : couleur (Technicolor) — 35 mm — 2,39:1 (Panavision) — son DTS / Dolby Digital / SDDS
- Genre : science-fiction et aventure
- Durée : 108 minutes ; 110 minutes (aux États-Unis)
- Dates de sortie[3] :
  - États-Unis, Québec : 10 juillet 1998[1]
  - France : 6 septembre 1998 (Festival du cinéma américain de Deauville) ; 21 octobre 1998 (sortie nationale)[4] ; 3 octobre 2013 (Festival international War on Screen)
  - Belgique, Suisse romande : 21 octobre 1998[5],[6]
- Classification :
  - États-Unis : accord parental recommandé, film déconseillé aux moins de 13 ans (PG-13 - Parents Strongly Cautioned)[N 1]
  - France : tous publics (conseillé à partir de 8 ans)[4],[7]
  - Belgique : tous publics (Alle Leeftijden)[5]
  - Suisse romande : interdit aux moins de 12 ans[8]
  - Québec : tous publics - déconseillé aux jeunes enfants (G - General Rating)

## Distribution
- Kirsten Dunst (VF : Marie-Eugénie Maréchal ; VQ : Camille Cyr-Desmarais) : Christy Fimple
- Gregory Smith (VF : Charles Pestel ; VQ : Hugolin Chevrette) : Alan Abernathy
- Jay Mohr (VF : Alexandre Gillet ; VQ : Jean-Luc Montminy) : Larry Benson
- Phil Hartman (VF : Jean-François Aupied ; VQ : Pierre Auger) : Phil Fimple
- Kevin Dunn (VF : Pierre Laurent ; VQ : Yvon Thiboutot) : Stuart Abernathy
- Denis Leary (VF : Bruno Dubernat ; VQ : Benoit Rousseau) : Gil Mars
- Ann Magnuson (VF : Juliette Degenne) : Irene Abernathy
- David Cross (VF : Thierry Wermuth ; VQ : Jacques Lavallée) : Irwin Wayfair
- Wendy Schaal : Marion Fimple
- Jacob Smith : Timmy Fimple
- Dick Miller (VF : Serge Lhorca) : Joe
- Robert Picardo (VF : Michel Papineschi) : Ralph
- Alexandra Wilson (VF : Dominique Westberg) : Mlle Kegel
- Belinda Balaski : Voisinage
- Rance Howard : le mari
- Jackie Joseph : la femme
- Jonathan Bouck :(VF : Emmanuel Garijo) Brad
- Gorgonites
  - Frank Langella (VF : Yves Lecoq ; VQ : Benoit Marleau) : voix de Archer
  - Christopher Guest (VF : Daniel Herzog) : voix de Slamfist et de Scratch-It
  - Michael McKean (VF : Yves Lecoq ; VQ : Gilbert Lachance) : voix de Insaniac et de Troglokhan
  - Harry Shearer (VF : Daniel Herzog) : voix de Punch-It
  - Jim Cummings (non crédité) : voix de Ocula
- Commandos
  - Tommy Lee Jones (VF : Yves Lecoq ; VQ : Éric Gaudry) : voix du Chip Hazard
  - Ernest Borgnine (VF : Daniel Herzog) : voix de Kip Killigan ; expert en stratégie militaire
  - Jim Brown (VF : Nicolas Canteloup) : voix de Butch Meathook ; tireur d'élite
  - Bruce Dern (VF : Nicolas Canteloup) : voix de Link Static ; communication
  - George Kennedy (VF : Daniel Herzog ; VQ : Yves Corbeil) : voix de Brick Bazooka ; artilleur
  - Clint Walker (VF : Nicolas Canteloup) : voix de Nick Nitro ; expert en Explosif
- Sarah Michelle Gellar (VF : Sandrine Alexi) : voix d'une poupée
- Christina Ricci (VF : Sandrine Alexi) : voix d'une poupée

## Production

### Genèse et développement
Le scénario du film est acheté par Steven Spielberg en 1992, mais il doit attendre les progrès des effets spéciaux pour pouvoir être réalisé.
Pour produire et promouvoir une vaste gamme de produits dérivés, la société américaine spécialisée dans le jouet Hasbro signe un contrat avec DreamWorks SKG, la compagnie de Steven Spielberg, Coca-Cola, ou encore le géant de la restauration rapide Burger King. La production des jouets démarre et le lancement est programmé pour 1998. Burger King prépare une campagne de plusieurs millions de dollars afin d'offrir ces jouets avec ses menus pour enfants de 2 à 8 ans ; la société fait pression pour réduire la violence du film, qui risquait de l'exposer à un classement R (les enfants de moins de 17 ans doivent être accompagnés d'un adulte) et donc d'empêcher son visionnage par le public ciblé par les produits dérivés. Joe Dante doit couper de nombreuses séquences et en retourner certaines. Finalement, Burger King accepte un classement PG-13 et adapte sa campagne à la dernière minute.

### Attribution des rôles
Le réalisateur Joe Dante voulait initialement réunir plusieurs acteurs du film Predator (1987) pour qu'ils prêtent leur voix aux Commando Elite. Arnold Schwarzenegger aurait ainsi doublé Chip Hazard, Shane Black en Kip Killagin, Carl Weathers en Butch Meathook, Jesse Ventura en Brick Bazooka, Sonny Landham en Nick Nitro et Bill Duke en Link Static.

### Tournage
Le tournage principal a lieu de 3 novembre 1997 au 10 mars 1998. Il se déroule en Californie : dans les Universal Studios et Warner Bros. Studios ainsi qu'à Yosemite Valley et Orange.
Lorsque le tournage commence, Joe Dante dispose de moins de la moitié du scénario approuvé. Le 10 décembre 1998, six des neuf plans programmés contiennent des pages de scénario inédites et non storyboardées.
Des intervenants de la société ILM étaient présents sur le plateau tous les jours. Les décisions concernant les actions des personnages animés étant prises et devant être accomplies souvent le jour-même.
La scripte de Joe Dante, Kathy Zatarga aidait à donner un sens aux pages de scénario arrivant le matin pour être tournées le jour même, et a dû écrire certains dialogues et certaines séquences.
Le 28 mai 1998, l'acteur Phil Hartman, qui interprète le père de Kirsten Dunst dans le film, est assassiné par sa femme, empêchant de retourner certaines scènes demandées par Burger King[Quoi ?]. Universal décide de retirer les bandes-annonces et spots télévisés le montrant agressé par les figurines dans le long-métrage. Le film lui est finalement dédié, avec la mention « À Phil » en fin de générique.

### Musique

#### Music From The Motion Picture
L'album Small Soldiers: Music From The Motion Picture contient principalement des remixes de « classiques » du rock, reprises par des artistes de rap. L'album n'a pas été un succès, ne se classant qu'à la 103e place du Billboard 200.
Deux chansons présentes dans le film sont cependant absentes de l'album : Communication Breakdown de Led Zeppelin et Wannabe des Spice Girls.
| 1.  | War                                            | Bone Thugs-N-Harmony feat. Henry Rollins, Tom Morello & Flea | 5:01 |
| 2.  | Another One Bites the Dust (Wyclef Jean remix) | Queen & Wyclef Jean feat. Pras & Free                        | 4:22 |
| 3.  | The Stroke (Dallas Austin remix)               | Billy Squier                                                 | 4:18 |
| 4.  | Love Is A Battlefield (DJ Kay Gee remix)       | Pat Benatar feat. Queen Latifah                              | 4:55 |
| 5.  | Rock And Roll (Part 2) (Dutch remix)           | Gary Glitter                                                 | 3:51 |
| 6.  | Love Removal Machine (Mickey Petralia)         | The Cult                                                     | 6:21 |
| 7.  | My City Was Gone (Butcher Brothers remix)      | The Pretenders feat. Kool Keith                              | 5:02 |
| 8.  | Surrender (Rich Costey remix)                  | Cheap Trick                                                  | 4:20 |
| 9.  | Tom Sawyer (DJ Z-Trip remix)                   | Rush                                                         | 6:37 |
| 10. | War                                            | Edwin Starr                                                  | 3:21 |

#### Original Motion Picture Score
La musique du film est composée par Jerry Goldsmith. L'album Small Soldiers: Original Motion Picture Score est réédité en 2018 en édition "deluxe" limitée avec la totalité des compositions, des versions alternatives et de la musique additionnelle,.
Liste des titres
1. Assembly Line (3:33)
2. Alan and Archer (2:58)
3. Roll Call (4:49)
4. Prepare for Assault (3:46)
5. Branded (2:15)
6. Special Design (2:33)
7. I'm Scared (2:01)
8. Trust Me (4:04)
9. Off to Gorgon (4:41)

| 1.  | Globotech                                    | 0:58 |
| 2.  | He's Here / Chip Hazard / Just Toys          | 1:00 |
| 3.  | The Assembly Line                            | 2:44 |
| 4.  | Alan's Town                                  | 1:25 |
| 5.  | The Boxes / Off the Truck                    | 2:12 |
| 6.  | Gorgonite Scum / Almost Sold                 | 1:36 |
| 7.  | Roll Call                                    | 4:52 |
| 8.  | Alan and Archer                              | 3:01 |
| 9.  | Destruction / Branded                        | 3:01 |
| 10. | Prepare for Assault                          | 3:48 |
| 11. | Special Design (Extended Version)            | 2:38 |
| 12. | Talk to Me / Not Found                       | 3:07 |
| 13. | Team Gorgonite                               | 1:10 |
| 14. | Phone Wires / Gorgon / Top of the Stairs     | 1:12 |
| 15. | Stand Down / Negative Target                 | 1:52 |
| 16. | The New Army / Brain Chip                    | 1:14 |
| 17. | Bombshelley (Franz Waxman)                   | 1:21 |
| 18. | The Wind                                     | 1:01 |
| 19. | The Gwendys / Terms of Surrender             | 1:50 |
| 20. | The Trojan Box / Rocket Entry                | 1:45 |
| 21. | Gwendys Attack                               | 1:47 |
| 22. | This is Fun                                  | 1:26 |
| 23. | Toast / Down the River / Lost Battle         | 1:21 |
| 24. | I'm Scared                                   | 2:04 |
| 25. | Negotiations                                 | 1:10 |
| 26. | Fire in the Hole                             | 3:45 |
| 27. | Trust Me                                     | 4:07 |
| 28. | No Prisoners                                 | 4:38 |
| 29. | Chip Dies / Cleaning Up                      | 1:39 |
| 30. | Off to Gorgon                                | 4:44 |
| 31. | Globotech (Alternate)                        | 0:55 |
| 32. | Almost Sold (Alternate)                      | 1:15 |
| 33. | The New Army / Brain Chip (Alternate)        | 1:51 |
| 34. | Toast / Lost Battle (Alternates)             | 1:03 |
| 35. | Chevauchée des Walkyries (Richard Wagner)    | 0:40 |
| 36. | Ainsi parlait Zarathoustra (Richard Strauss) | 1:30 |

## Accueil

### Accueil critique
Le critique Roger Ebert écrit une critique assez péjorative : « Dans Small Soldiers, il arrive des choses abominables à des jouets et beaucoup d'entre eux finissent par ressembler à des accessoires de films d'horreur. Chip Hazard [un membre de Commando Elite] meurt de manière particulièrement affreuse. Ce qui m'a le plus dérangé dans Small Soldiers est que le film ne m'a pas dit où me mettre, quelle attitude adopter. Dans des films pour adultes, c'est une qualité que j'apprécie »,.
Leonard Klady (journaliste pour Variety) écrira pour sa part : « Mais voici un film qu'on vend aux enfants, avec toute une promotion de jouets et de publicités sur les chaînes pour jeunes. En dessous d'un certain âge, ils aiment savoir sur quoi ils peuvent compter. Quand des clones de Barbie sont découpés et débités par une tondeuse à gazon, comprendront-ils le propos satirique ? La notion d'une technologie prise de folie est le moteur de Small Soldiers. Lorsque des figurines d'action pour enfants, auxquelles on a implanté des micro puces militaire défectueuses, se mettent à bouger, à parler et à apprendre, elles se retournent contre leurs propriétaires humains avec une violence meurtrière. C'est un rêve paranoïaque d'adulte devenu réalité, aussi le fait de l'avoir situé dans un contexte jeune pourrait-il avoir involontairement sabordé les bases de l'histoire ».
Le film obtient un score de 47 % (43 avis) sur le site Rotten Tomatoes.

## Distinctions

### Récompenses

#### 1998
- Festival international du film fantastique de Catalogne :
  - Meilleure bande originale pour Jerry Goldsmith
  - Meilleurs effets spéciaux pour Stefen Fangmeier et Stan Winston
- International Film Music Critics Award : meilleure musique originale pour un film d'action pour Jerry Goldsmith

### Nominations

#### 1998
- Festival international du film fantastique de Catalogne : meilleur film
- YoungStar Awards : meilleure performance d'un jeune acteur dans un film de comédie pour Gregory Smith

#### 1999
- Young Artist Awards :
  - Meilleur jeune acteur dans un long métrage pour Gregory Smith
  - Meilleure jeune actrice dans un long métrage pour Kirsten Dunst

### Sélections
- Festival du cinéma américain de Deauville 1998 : premières - hors compétition pour Joe Dante[21]

## Exploitation

### Produits dérivés
- Le film a été adapté en différents jeux vidéo, tous édités en 1998[22] :
  - un jeu d'action pour PlayStation appelé Small Soldiers ;
  - un jeu de plateformes pour Game Boy appelé Small Soldiers ;
  - un jeu de stratégie pour compatible PC appelé Small Soldiers: Squad Commander.

### Éditions en vidéo
- En France, le film Small Soldiers est sorti en DVD le 13 février 2001[23]. Par la suite, le film est ressorti deux fois en DVD, le 18 novembre 2003[24] et le 26 mai 2021 en édition limitée[25]. Le film est également sorti en VOD le 1er janvier 2019[4] et en Blu-ray le 26 mai 2021[26].
- Au Québec, le film est sorti en DVD le 8 décembre 1998[1].

## Autour du film
- Le mot de passe de Irwin dans le film est « Gizmo », le nom du personnage principal des films Gremlins et Gremlins 2, la nouvelle génération de Joe Dante. Une figurine du gremlins Gizmo est aussi présente dans la benne à ordures où se cachent les Gorgonites.
- Le passage où Chip Hazard arrive avec un petit hélicoptère au son de la Chevauchée des Walkyries est un clin d'œil au film Apocalypse Now de Francis Ford Coppola.
- Le passage où Chip Hazard donne les instructions au commando devant le drapeau américain est un clin d'œil au film Patton de Franklin Schaffner.
- La phrase « J'espère que l'on ne rencontrera pas d'iceberg », dite par un Gorgonite lors de la scène finale, est une référence au film Titanic de James Cameron.